# Universidade Normal de Anshan
A Universidade Normal de Anshan é uma universidade na cidade de Anshan, na província de Liaoning. A escola foi fundada em 1958 como um centro de treinamento de professores, mas suspendeu todas as operações em 1962, no início da Revolução Cultural Chinesa, antes de ser reiniciada novamente em 1978. O campus ocupa uma área de 731.600 metros quadrados. Há um corpo docente de 1207 em vários níveis, do professor até os professores de pós-graduação.